# Asteroids

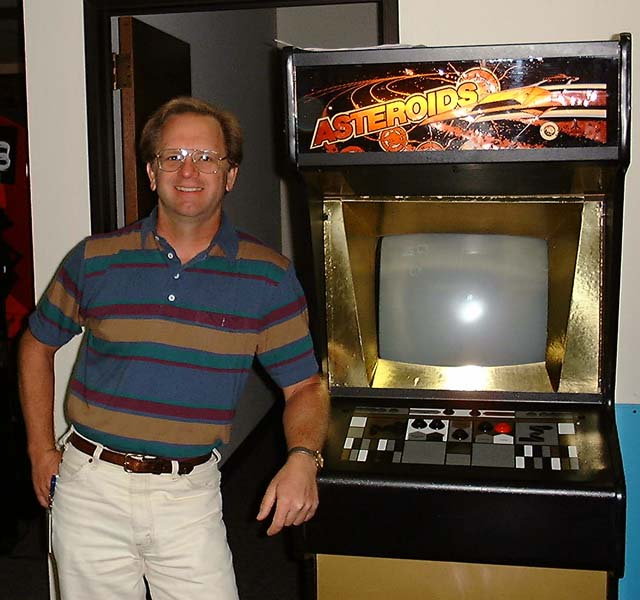
Asteroids-Mitentwickler Ed Logg neben einer goldfarbenen Sonderversion des Spielautomaten

Asteroids ist ein klassisches Arcade- und Computerspiel.
In dem Spiel geht es darum, Asteroiden auszuweichen. In der Mitte des Bildes befindet sich ein kleines dreieckiges Raumschiff. Um dieses Raumschiff herum fliegen in chaotischer Reihenfolge Asteroiden. Über Tasten lässt sich das Raumschiff lenken.

## Geschichte
Der Spielautomat Asteroids wurde 1979 von Lyle Rains und Ed Logg für Atari entwickelt und ist einer der größten Erfolge in der Geschichte der Computerspiele. Atari hat weltweit über 70.000 Automaten verkauft. In der Folge wurde das Spiel für nahezu alle Heimcomputer und PC-Plattformen portiert. Es gibt mehrere offizielle Nachfolger von Atari (Asteroids Deluxe (1981), Blasteroids (1987) und Asteroids Recharged (2021)) sowie eine unüberschaubare Anzahl an Klonen.
Der Atari-7800-Quelltext von Asteroids wurde bei der Schließung der Atari Corporation 1996 in physischer Form zusammen mit Dig Dug, Centipede, Robotron: 2084 und acht Spielen verfügbar, vom Atari-Museum rekonstruiert und später veröffentlicht.
Asteroids gehörte zur zweiten Riege von Computerspielen, die das Museum of Modern Art am 28. Juni 2013 in seine Dauerausstellung aufnahm.

## Spielablauf

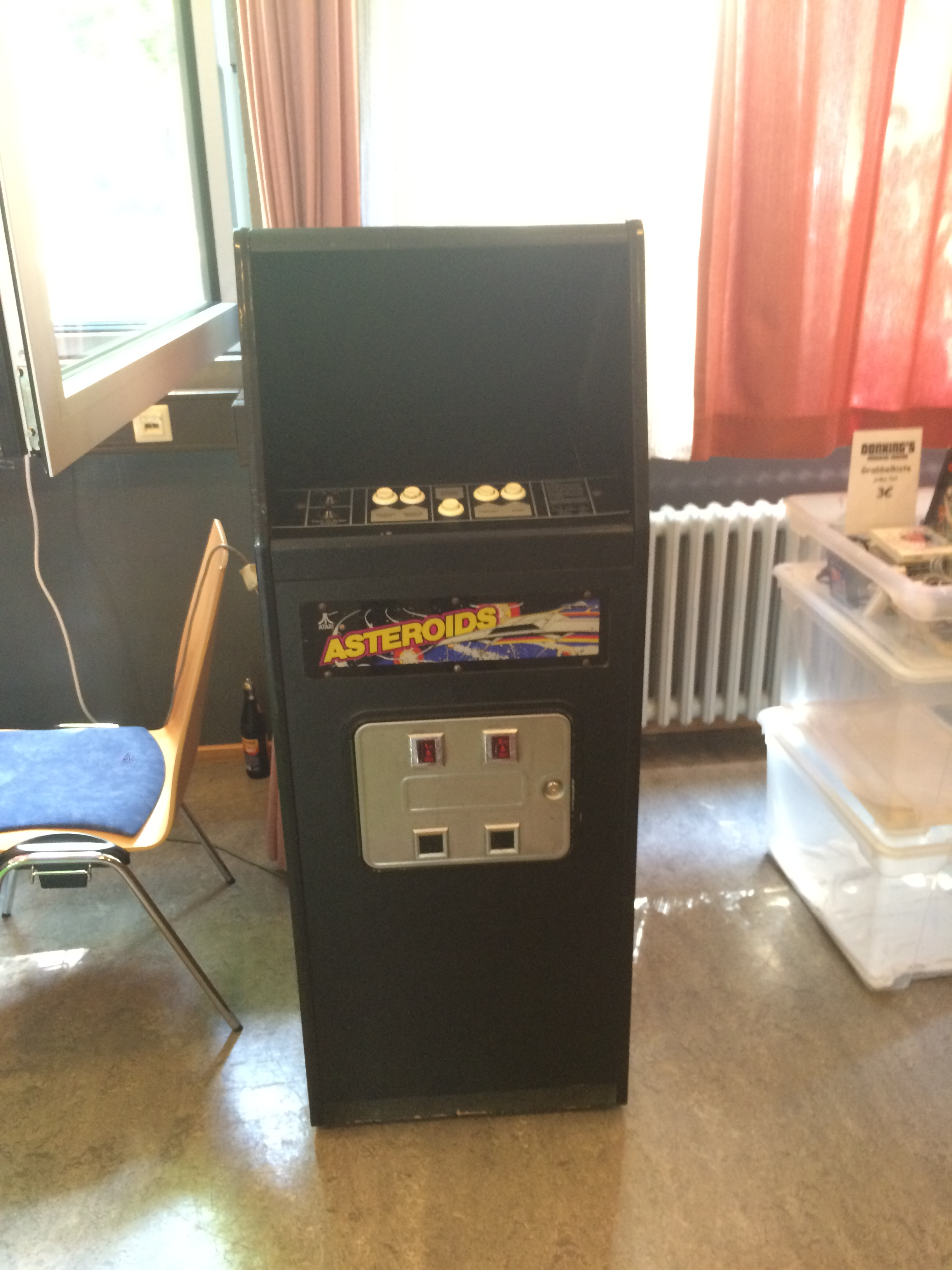
Asteroids Cabinet

Das Raumschiff des Spielers befindet sich in einem zweidimensionalen Weltraum. Es kann sich um die eigene Achse drehen und Schüsse in alle Raumrichtungen abfeuern. Durch Zünden seines Raketentriebwerks wird es in Vorwärtsrichtung beschleunigt. Entgegen dem Trägheitsgesetz bremst es im luftleeren Raum jedoch ohne weiteres Zutun langsam wieder ab. Eine Schnellbremsung ist nach einer 180°-Kehrtwende mit Hilfe des Triebwerks möglich. Außerdem gibt es eine Taste für einen „Notsprung“. Dabei taucht das Raumschiff irgendwo auf dem Spielfeld wieder auf.
Das Ziel des Spiels besteht darin, auf jeder Spielebene alle Asteroiden sowie sporadisch auftauchende UFOs zu zerschießen. Für das Spielfeld gelten zyklische Randbedingungen, das heißt, dass alle Objekte (inklusive der Projektile), die den einen Spielfeldrand verlassen, auf dem gegenüberliegenden wieder auftauchen. Wird das Raumschiff von einem Asteroiden getroffen oder von einem Ufo beschossen, so geht es verloren. Je nach DIP-Schaltereinstellungen verfügt der Spieler über insgesamt drei oder vier Raumschiffe.
Die Asteroiden bewegen sich auf zufälligen, geraden Bahnen über das Spielfeld. Durch Beschuss zerfallen sie in mehrere kleinere Brocken, die nach bestimmten Gesetzmäßigkeiten wieder in andere Richtungen und mit anderen Geschwindigkeiten fliegen. Die kleinsten Brocken können mit einem Schuss restlos vernichtet werden. Sind alle Asteroiden und ihre Bruchstücke verschwunden, beginnt die nächste Spielebene.

## Technik

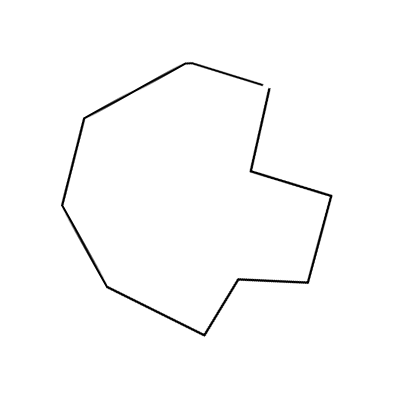
Form eines großen Asteroiden der Arcade-Version (im Spiel farbinvers)

Beim Asteroids-Spielautomat handelt es sich um ein so genanntes Vektorspiel. D. h., die gesamte Spielegrafik besteht nur aus Linien, die auf einem Vektorbildschirm dargestellt werden. Durch diese Technik ist eine flüssige und ruckelfreie Bewegung der Objekte möglich, die auf einem dem Fernsehgerät ähnlichen Computermonitor aufgrund der Rasterung der Pixel nicht möglich ist. Die Hardware basiert einerseits auf einer 6502-Standard-CPU, auf der das Spielprogramm ausgeführt wird, und andererseits auf einer von Atari selbst entwickelten Videohardware, dem Digital Vector Generator (DVG). Da die CPU zu langsam wäre, um neben der eigentlichen Spiellogik auch den Vektormonitor für die Grafikdarstellung anzusteuern, übernimmt diese Aufgabe der DVG. Die CPU schreibt dabei in einen bestimmten RAM-Bereich Grafikbefehle für den DVG. Diese Befehle dienen z. B. zum Positionieren des Elektronenstrahls an bestimmten Bildschirmkoordinaten, zum Zeichnen von Linien, zum Festlegen der Helligkeit, zum Aufruf von DVG-Unterprogrammen usw. Der DVG liest die Grafikbefehle und setzt sie in entsprechende Signale für den Vektormonitor um.
Asteroids verfügt über einige Sound-Effekte, die hardwaremäßig durch je eine eigene elektrische Schaltung pro Effekt realisiert sind. Diese können über bestimmte Speicheradressen (Ports) durch die CPU aktiviert werden. Besonders gut gelungen ist der pulsierende Bass-„Herzschlag“, der im Spielverlauf immer schneller wird und so die Spannung beim Spieler erhöht.
Die Software des Asteroids-Automaten ist auf nur 6 kB ROM-Speicher untergebracht. Dazu kommt noch ein Vektor-ROM mit weiteren 2 kB, das im Wesentlichen die Grafiken für die Spielelemente in Form von DVG-Unterprogrammen enthält.

## Ableger

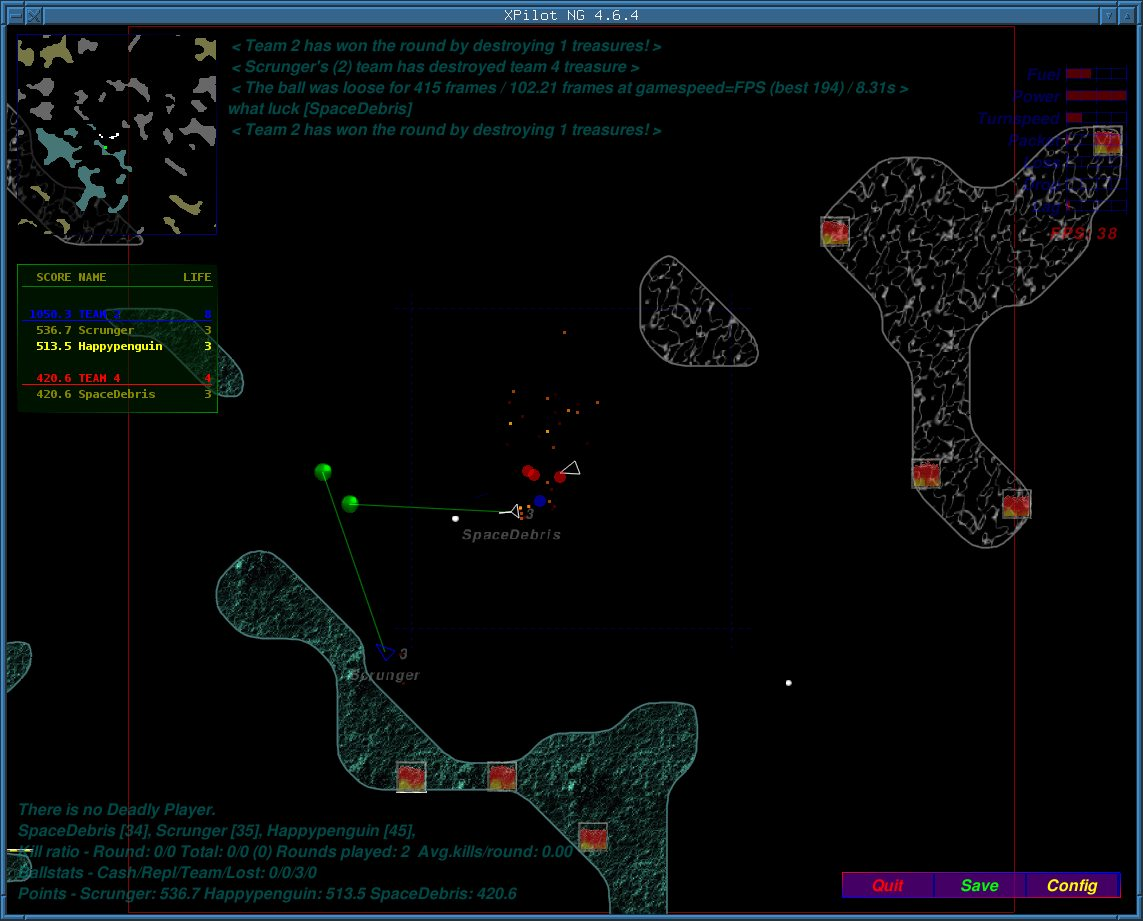
Komplexe Variante XPilot

### Spacola
Spacola ist eine Asteroids-Variante für die Atari-ST/TT-Reihe, die von Meinolf Amekudzis (geb. Schneider) Firma „Dongleware“ stammt.

#### Story
Die Aufgabe des Spielers ist es, anfangs eine Ladung Space-Cola bei einer bestimmten Raumstation abzuliefern. Es gibt im Spiel eine Menge Sektoren mit einer Vielzahl von Raumstationen und Minen. Von den diversen Raumstationen sind alle Insassen auf Space-Cola versessen und versuchen, die Ladung an sich zu bringen. Das Ziel des Spieles ist demnach, den passenden Zielsektor zu erreichen, was nur möglich ist, wenn man das Buch zum Spiel erworben hat, den Zielsektor aus einer Tabelle abliest und an die entsprechende Raumstation andockt. In höheren Missionen hat man dann Toilettenpapier und andere Haushaltsgegenstände abzuliefern.

#### Besonderheiten
Zur Verbesserung des Schutzes und der Bewaffnung findet man während der Suche nützliche Extras.
Das Spiel wird komplett mit der Maus gesteuert. In Anlehnung an den Film Mel Brooks’ Spaceballs gibt es drei Geschwindigkeitsbereiche.

### Starscape
Starscape ist eine neuere Asteroids-Variante für den PC, die eine Hintergrundstory sowie neue Strategieelemente mit in das Spielprinzip einbringt, wie Forschung und Resourcing. Zerstörte Asteroiden hinterlassen hier verschiedene Mineralien, die sich aufsammeln lassen, um damit die Forschung zu fördern, oder die für die Produktion neuer Raumschiffteile genutzt werden können. Die Levels folgen hier nicht linear, sondern lassen sich über eine Navigationskarte ansteuern.

#### Besonderheiten
Die Spieler übernimmt in Starscape nicht nur die Verantwortung für sein Raumschiff, sondern auch für seine Raumschiffbasis, die „Aegis“, die sich auch unabhängig vom Spieler gegen Feinde verteidigen kann, Asteroiden zerstören, Mineralien sammeln (Forschung vorausgesetzt) und das Spielerschiff reparieren kann.
Ziel des Spiels ist es, den Hyperantrieb der Aegis zu reparieren. Die nötigen Teile dafür müssen in den 5 Galaxien von den Levelbossen erobert werden. Das Spielerschiff ist dazu aufrüstbar mit verschiedenen Kanonen, Raketen, Antrieben, Schutzschilden, Batterien etc. Ebenfalls die Raumschiffklasse selbst ist änderbar. Hinweise auf die Standorte der Levelbosse in den jeweiligen Galaxien geben eroberte Datenkapseln größerer Feinde, die zudem selbst Mineraliensammler sind, Massen an kleineren Feindschiffen produzieren und durch die Galaxien reisen, um die Sterne bzw. Levels mit ihnen zu besetzen.
Jede Galaxie bietet dazu auch ein paar reine Asteroids-Levels weitgehend ohne Feinde, in denen sich der Spieler relativ sicher zurückziehen und Ressourcen sammeln kann.
Alternativ bietet Starscape auch einen reinen Survival-Arcade-Modus.

### Astro Bang
Astro Bang ist eines der Spiele, die in der weit verbreiteten Lernsoftware „Anton“ als Bonusspiel enthalten sind. Entwickelt wurde es von der Berliner Firma Solocode.
Das Gameplay ist 1:1 übernommen worden. Die Grafik wurde leicht verbessert und der Spielablauf wird, anders als im Original, mit einem Musikstück unterlegt. Die vorhandene Highscore-Liste wird alle sieben Tage wieder auf Null gesetzt.

## Sonstiges
1973 gab es das Arcade-Spiel Asteroid von Bally Midway mit ähnlicher Grafik. Dieses wurde aber nicht so bekannt.
Im April 2008 rief die Computerzeitschrift c’t anlässlich ihres 25. Geburtstags zu einem Programmierwettbewerb auf. Die Teilnehmer sollten ein Computerprogramm erstellen, das Asteroids selbstständig spielt. Asteroids wurde dazu im MAME emuliert und konnte so von den Programmen ferngesteuert gespielt werden. Bis zum Einsendeschluss Ende Juni wurden 138 Programme eingeschickt, die Ergebnisse sowie Aufzeichnungen sämtlicher Partien wurden auf der Website der c’t veröffentlicht.
2010 erwarb Universal Pictures nach langem Streit mit anderen Filmstudios das Recht, einen Asteroids-Film zu drehen. Die Produktion führt Lorenzo di Bonaventura (G.I. Joe – Geheimauftrag Cobra, Transformers, Shooter), Drehbuchautor ist Matthew Lopez (Bedtime Stories). Jeff Kirschenbaum soll Regie führen.